# Frillesås
Frillesås est une paroisse de l'ouest de la Suède, située au nord du comté de Halland, à l'extrême sud du territoire de la commune de Kungsbacka. Sa superficie est de 4 553 hectares.

## Toponyme
Le toponyme de la paroisse est attesté dès 1559 sous la forme Fridlessos. Une tradition locale tente de l'expliquer de la manière suivante : au Moyen Âge, le roi danois Fridlef y aurait été tué dans une embuscade puis enterré sous un tumulus. Ce serait ce tumulus, désigné sous l'appellation de Fridlefs ås (hauteur de Fridlef), qui aurait ensuite donné son nom à la paroisse.

## Paroisses limitrophes
- Landa (au nord-ouest)
- Gällinge (au nord)
- Idala (au nord-est)
- Veddige (au sud-est)
- Värö (au sud)
- Stråvalla (au sud)

## Démographie
| Année      | 1810 | 1820 | 1840  | 1860  | 1880  | 1900  | 1920 | 1940 | 1960 | 1980  | 1990  | 2006  |
| ---------- | ---- | ---- | ----- | ----- | ----- | ----- | ---- | ---- | ---- | ----- | ----- | ----- |
| Population | 887  | 916  | 1 105 | 1 302 | 1 285 | 1 159 | 993  | 852  | 913  | 1 446 | 1 763 | 2 249 |

## Lieux et monuments
- Présence de tombes datant de l'âge du fer
- Église construite en 1864-1866, d'après les plans de l'architecte Albert Törnqvist